# Прери Вју (Канзас)
Прери Вју (енгл. Prairie View) град је у америчкој савезној држави Канзас.

## Демографија
По попису из 2010. године број становника је 134, што је 7 (-5,0%) становника мање него 2000. године.
| Група             | 2000.       | 2010.       |
| Белци             | 138 (97,9%) | 127 (94,8%) |
| Афроамериканци    | 0 (0,0%)    | 0 (0,0%)    |
| Азијати           | 0 (0,0%)    | 0 (0,0%)    |
| Хиспаноамериканци | 3 (2,1%)    | 1 (0,7%)    |
| Укупно            | 141         | 134         |